# Symbiote (comics)
Pour les articles homonymes, voir Symbiose (homonymie).
Les Symbiotes est le nom d'une espèce d'extraterrestres de fiction évoluant dans l’univers Marvel de la maison d'édition Marvel Comics. Le nom réel de cette espèce est Klyntar, désignée par le terme de « symbiote » en raison de la relation de symbiose que les Klyntar établissent avec leurs hôtes.
Le plus célèbre symbiote est Venom, le symbiote d'Eddie Brock, l'ennemi de Spider-Man, mais d’autres symbiotes moins connus existent comme Carnage (en deuxième position après Venom), Toxin ou encore Scream.
Les Klyntar établissent un lien psychique avec leurs hôtes, créant un lien symbiotique à travers lequel une seule entité est créée. Ils sont également en mesure de modifier légèrement la personnalité de leurs hôtes, influençant leurs volontés et leurs désirs les plus sombres tout en amplifiant leurs traits physiques, émotionnels et leur personnalité, leur conférant ainsi des capacités surhumaines.

## Description

### Origines et personnalité
Les Klyntar, plus connus sous le terme de « symbiotes », parfois appelés « costumes vivants », sont des créatures considérées par beaucoup comme parasitaires, prenant l'aspect d'une substance liquide à la couleur variable (selon les individus). Originaire de la galaxie d’Andromède, les Klyntar appartiennent à une espèce extraterrestre non organique, amorphe et symbiotique.
Lorsqu'ils trouvent d'autres créatures vivantes, peu importe lesquelles, ils fusionnent avec ces dernières, les enveloppant et formant autour d'eux une sorte de costume. Si, le plus souvent, ils recouvrent simplement la surface de leur corps, les Klyntar peuvent aussi leur faire prendre n'importe quelle forme, selon leur volonté ou celle de leur hôte.
Les symbiotes ne choisissent pas tout le temps de s'accrocher au premier hôte venu ; en effet, la plupart essaient de trouver l'hôte le plus adapté pour eux, selon les conditions de l'hôte et du symbiote en question. Ainsi, certains passent d'hôte en hôte jusqu’à trouver l'hôte parfait. Parfois, un Klyntar peut se retrouver coincé entre deux hôtes favorables, sans parvenir à choisir l'un d'eux. Bien que ressemblant à une forme de vie primitive aux premiers abords, les Klyntar se révèlent être des personnes à part entière, car possédant une conscience et une personnalité propre. Chaque Klyntar possède un nom de naissance et ce nom est systématiquement repris par lui et son hôte pour nommer leur duo après qu'ils se sont liés.
Lorsqu’ils sont dépourvus d’hôtes, ils paraissent ne pas avoir de forme solide et disposent, de manière générale, de mâchoires, de griffes et d’une langue très allongée.
Cependant, même sans hôte, certains parviennent à s'adapter pour s'en passer, et peuvent alors créer des incidents dévastateurs. On notera aussi leur incroyable niveau d'adaptation à tous les éléments, lieux et différentes situations, qu'ils soient avec ou sans hôtes.
Sous leur forme naturelle, ce sont des êtres paisibles et bienveillants, existant au sein d’un esprit collectif et capables de ressentir la « voix » du cosmos. Leur but est de créer une société intergalactique pacifique en utilisant la symbiose — dont ils ont besoin pour subsister — afin de transformer les hôtes dignes de leurs projets en de nobles guerriers : les « Agents du Cosmos ». Cependant, pour atteindre une symbiose parfaite, un hôte du Klyntar doit disposer d’un mélange parfait d’idéaux (physiques et moraux), sinon la symbiose qui en découle corrompt aussi bien le Klyntar que son hôte.
Créatures parfaitement conscientes, intelligentes et sensibles à la base, ayant une personnalité propre au même titre que les humains, les Klyntar, lorsqu’ils sont corrompus, peuvent devenir brutaux, sauvages et vicieux, poussant leurs hôtes à avoir un comportement violent en les corrompant à leur tour. Après leur libération par Knull (leur créateur et entité cosmique), ils étaient des êtres pacifistes et respectueux des autres formes de vie.
Mais ils furent transformés par les Kree, qui leur insufflèrent l’agressivité, la rage et toutes les autres émotions négatives. Voyant les avantages qu'ils pouvaient tirer des Klyntar, les Kree les utilisèrent comme armes, mais finirent par les abandonner lorsque les Klyntar échappèrent à leur contrôle. C'est ainsi que la majorité des Klyntar devinrent les créatures telles qu'elles sont présentées la majorité du temps.

### Interactions avec l'hôte
Une fois le symbiote accroché à son hôte, ce dernier voit toutes ses facultés décuplées (force, réflexes, etc.) et développe également un don de régénération. Dans certains cas, le symbiote développe aussi des facultés propres qu'il confère à son porteur. Ces capacités et leur effets varient, selon le symbiote et l'hôte en question. Ces pouvoirs peuvent même aller jusqu'à la capacité de voler dans les air, ce qui est vu avec le symbiote PayBack.
Les symbiotes sont aussi capables de projeter leurs propres émotions et désirs personnels sur leur hôte, en plus d’imiter ou de réagir aux émotions et désirs de son l'hôte, au point d’assumer complètement le contrôle de leur hôte s’ils le souhaitent. Il en va de même pour l'hôte qui peut prendre le contrôle de son symbiote. Les deux organismes s'entre-influencent, ce qui témoigne du niveau de leur relation.
Cette influence réciproque peut cependant se retourner contre eux, étant parfois incapables de sortir de leurs personnalités, voire de rester bloqué sous leur personnalité et caractères actuels, ce qui est aggravé s'ils sont d'un tempérament agressif. Les symbiotes sont eux-mêmes victimes de leurs propres instincts (les mêmes insufflés par les Kree), sans pouvoir rien y faire, devenant alors victimes d'eux-mêmes. Étant plus ou moins instables selon les cas, ils recherchent des hôte pour se stabiliser et se « compléter ». Parfois, l'émotion et la personnalité des hôtes et du symbiote peuvent aboutir à la psychose.
En contrepartie des pouvoirs qu'il accorde, le symbiote (s'il est corrompu) se nourrit de l'adrénaline de son hôte (ceux non-corrompus se nourrissent d'autres sources d'émotions, comme le bonheur) et augmente constamment l'agressivité de son hôte, le rendant de plus en plus sauvage. Très souvent, l'hôte d'un symbiote commet des horreurs qu'il n'aurait jamais osé en temps normal, et en est horrifié lorsqu'il s'en rend compte. Peu à peu, le symbiote prend le dessus sur la personnalité de son hôte. Un hôte peut résister à l’influence d’un symbiote de différentes manières, et même le rejeter, notamment par la simple volonté, le feu, les ondes sonores ou par le biais de sédatifs chimiques.
Par ailleurs, les symbiotes sont en général vulnérables à la chaleur et au feu, qui les consume facilement et aux sons (les vibrations soniques suffisamment intenses peuvent les forcer à se détacher de leur hôte), même si plusieurs générations successives peuvent développer une résistance accrue à ces situations. Un symbiote individuel peut aussi muter pour devenir plus endurant avec le temps. Cependant, leur principale faiblesse est généralement leur incapacité à vivre durablement sans hôte, les Klyntar dans cet état subsistant dans une faiblesse extrême. On finit par apprendre aussi que leur faiblesse au feu et au son vient du symbiote All-Black the Necrosword, créé par Knull en le forgeant. Certains symbiotes parviennent néanmoins à surmonter ces deux points faibles, comme en étant soumis à ces derniers durant un temps et en s'adaptant.
Les Klyntar peuvent également s’amalgamer afin de devenir plus puissants, comme constaté avec le symbiote d’Hybrid, ou l’hybride créé à partir de Venom et Carnage par Marquis Radu.
Il existe aussi quelque symbiote spéciaux, qui ne sont pas vraiment des symbiotes car pas vraiment vivants, par exemple avec l'Anti-Venom/Anti-Agent-Venom (voir plus bas) qui n'est autre qu'Eddie Brock en premier lieu après sa séparation avec Venom durant un temps, puis Flash Thomson (Agent-Venom) lorsque Brock récupère Venom tandis que Flash devient le second Anti-Venom, l'Anti-Agent Venom, et enfin Mayhem, appelé April Parker, le clone hybride de Mayday Parker alias Spider-girl.

### Reproduction
La reproduction des symbiotes est asexuée (ils s'identifient aux genres de leur hôtes) : ils se reproduisent une fois par individu (ou plus pour certains), puis laissent leur progéniture se débrouiller. Ils n'ont pas de sens de la famille et peuvent se battre contre leur progéniture sans état d’âme (pour les symbiotes corrompus), bien que cette dernière devienne en général plus puissante qu'eux en grandissant.
Les symbiotes originaux corrompus se donnaient pour mission de parcourir l'univers à la recherche de planètes à coloniser. La procédure pour y parvenir est la suivante : 
1. ils recherchent des hôtes qu'ils enveloppent sur la planète en question ;
2. ils forcent ceux-ci à commettre des méfaits de plus en plus atroces ;
3. ils continuent jusqu'à ce que les populations se déciment entre elles ;
4. ils prennent possession du lieu.

## Pouvoirs et capacités

### Pouvoirs propres aux symbiotes (sans hôtes)
Si les symbiotes ne sont pas grandement puissants lorsqu'ils sont privés d'hôte, ils restent dotés sous leur forme de quelques capacités.
- On sait entre autres qu'ils sont amphibies et qu'ils ont une forme semi-liquide leur permettant de se faufiler dans n'importe quel petit espace ou de modifier leur forme générale.
- Ils ont également semble-t-il la capacité d'assimiler les pouvoirs éventuels de leurs hôtes pour les améliorer et les transmettre à un autre hôte, bien que cela ait des limites (le symbiote Carnage n'a par exemple, pas enregistré les pouvoirs du Surfer d'argent).
- Ce pouvoir se transmet aussi de génération en génération, étant donné que Carnage et Toxin possèdent tous deux les mêmes pouvoirs que Venom, y compris ceux qu'il a hérité de Spider-Man.

### Pouvoirs conférés par les symbiotes (avec hôtes)
Une fois fixé sur un hôte, le symbiote lui confère un certain nombre de capacités. Les plus récurrentes incluent :
- une force, rapidité, résistance et endurance décuplés ;
- une transmission de la mémoire, des souvenirs et des éventuels pouvoirs de l'hôte précédent à un nouvel hôte ;
- une capacité de régénération accrue, qui peut servir par exemple contre un cancer, mais qui finit par avoir une limite au bout d'un certain temps ;
- une faculté de reconnaissance entre individus Klyntar, qui permet de traquer les autres symbiotes et leurs hôtes ;
- une sorte de don d'empathie (Venom s'en sert parfois pour vérifier les dires de ceux qu'il interroge) ;
- une capacité limitée de métamorphe, permettant de revêtir l'apparence et les couleurs d'une autre personne ou de copier n'importe quels vêtements, jusqu'à un réalisme saisissant ;
- une sorte de don-caméléon permettant de simuler les couleurs du milieu ambiant pour créer un camouflage parfait.

Les pouvoirs suivants ont par la suite été acquis par certains symbiotes :
- une capacité à se déplacer sur n'importe quelle surface (pouvoir acquis par le symbiote Venom lorsqu'il avait pour hôte Spider-Man, et retransmis par la suite à Carnage, Toxin, Hybrid et Scream, mais vu aussi chez d'autres Klyntar et hôtes) ;
- une production illimitée de toile organique (comme le précédent) ;
- une immunité au « sens d'araignée » de Spider-Man (comme le précédent) ;
- une formation de tentacules à partir du symbiote pour agripper des objets ou autres (développé naturellement par Venom, Carnage et transmis à Toxin) ;
- une génération d'armes solides à partir du symbiote (comme le précédent) ;
- une génération et projection de projectiles tranchants (comme le précédent) ;
- une capacité à traquer n'importe quelle personne, pourvu que le symbiote possède un objet lui ayant appartenu (développé par Venom et Toxin ; peut-être amélioration de la faculté à traquer les symbiotes) ;
- une immunité au feu et au son (rare et spécifique à certaines seulement) ;
- une capacité à secréter diverses substances chimiques organiques (capacité propre à Sleeper).

Les pouvoirs et capacités propres aux symbiotes et aux hôtes se transmettent de générations et d'hôte en hôte, mais certains peuvent sauter une génération ou se perdre au fils des générations. C'est aussi le cas de certains détails anatomiques, comme le symbole d’araignée que Venom a hérité de Spider-man tandis que Carnage, son fils et donc la génération le succédant directement, n'en a pas.

## Symbiotes connus

### Liste
- Symbiote #998, alias Venom : à partir du moment où il fusionna avec Eddie Brock. Eddie s'en est finalement séparé pendant de longues années lorsque son cancer n'était plus assuré par son symbiote, jusqu'à ce qu'il retrouve son symbiote, après que Flash Thomson le lui "redonne" après avoir acquis le symbiote Anti-Venom, et redevienne Venom.
- Symbiote #999, alias Carnage : supposé décédé. Toujours vivant, il est revenu sur Terre à cause de Michael Hall. Il a causé une grave crise aux États-Unis en voulant dominer le monde. Mais il a échoué et se retrouva en prison. Dans le crossover Axis, il passe de psychopathe à super-héros à cause d'ondes rejetées par Onslaught lors de sa deuxième transformation en Crâne Rouge. Récemment, il s'est lié à Norman Osborn.
- Symbiote #1000, alias Toxin : sa situation actuelle exacte est inconnue, mais il serait à priori une recrue potentielle de l'Initiative.
- Symbiote #1001, alias Scream : ressuscité lors de l'événement “Absolute Carnage”[2].
- Symbiote #1002, alias Agony (en)
- Symbiote #1003, alias Riot (en) : Après avoir fusionné avec le chien de l'équipe Mercury chargé du symbiote, il reprend sa forme originale en infectant une famille dysfonctionnelle[3]. Il est par la suite détruit par Scream [4].
- Symbiote #1004, alias Lasher (en)
- Symbiote #1005, alias Phage (en)
- Symbiote Sleeper (aucune numérotation connue) : Né en laboratoire, c'est un personnage héroïque et protecteur, fidèle allié d'Eddie Brock et de son fils Dylan.
- Symbiote Hybrid (aucune numérotation connue) : décédé. Fusion des symbiotes Agony, Riot, Lasher et Phage. A dû être scindé de nouveau à cause de la crise Carnage.
- Symbiote Scorn (aucune numérotation connue) : situation actuelle inconnue. Fille de Carnage qui a fusionné avec la doctoresse de Shriek. Travaille pour le gouvernement comme Venom. Peut fusionner avec n'importe quelles technologie cybernétique puisque c'est un symbiote cybernétique.
- Symbiote Anti-Venom/Anti-Agent-Venom (aucune numérotation connue) : fusionne brièvement avec Eddie Brock. A été détruit, mais un autre Anti-Venom, crée à partir des résidus du premier, a ensuite été créé et a été donné à Flash Thompson.

Personnage apparenté :
- Knull[5] : un dieu primordial vivant sur le monde désolé de Gorr (en) qui a créé l'arme connue sous le nom de « All-Black the Necrosword » et les races extraterrestres Klyntar et Exolons.

Knull existait avant l'univers même, profitant de la dérive à travers le vide infini du cosmos, jusqu'à ce que les dieux de l'espace nommés les Célestes n'arrivent à « faire évoluer » l'univers. Il a manifesté le premier symbiote à partir de son ombre afin de tuer un Céleste et a utilisé les propriétés cosmiques de la tête du Céleste pour former une armure symbiote lors de sa croisade déicide.

## Biographie des personnages

### Venom

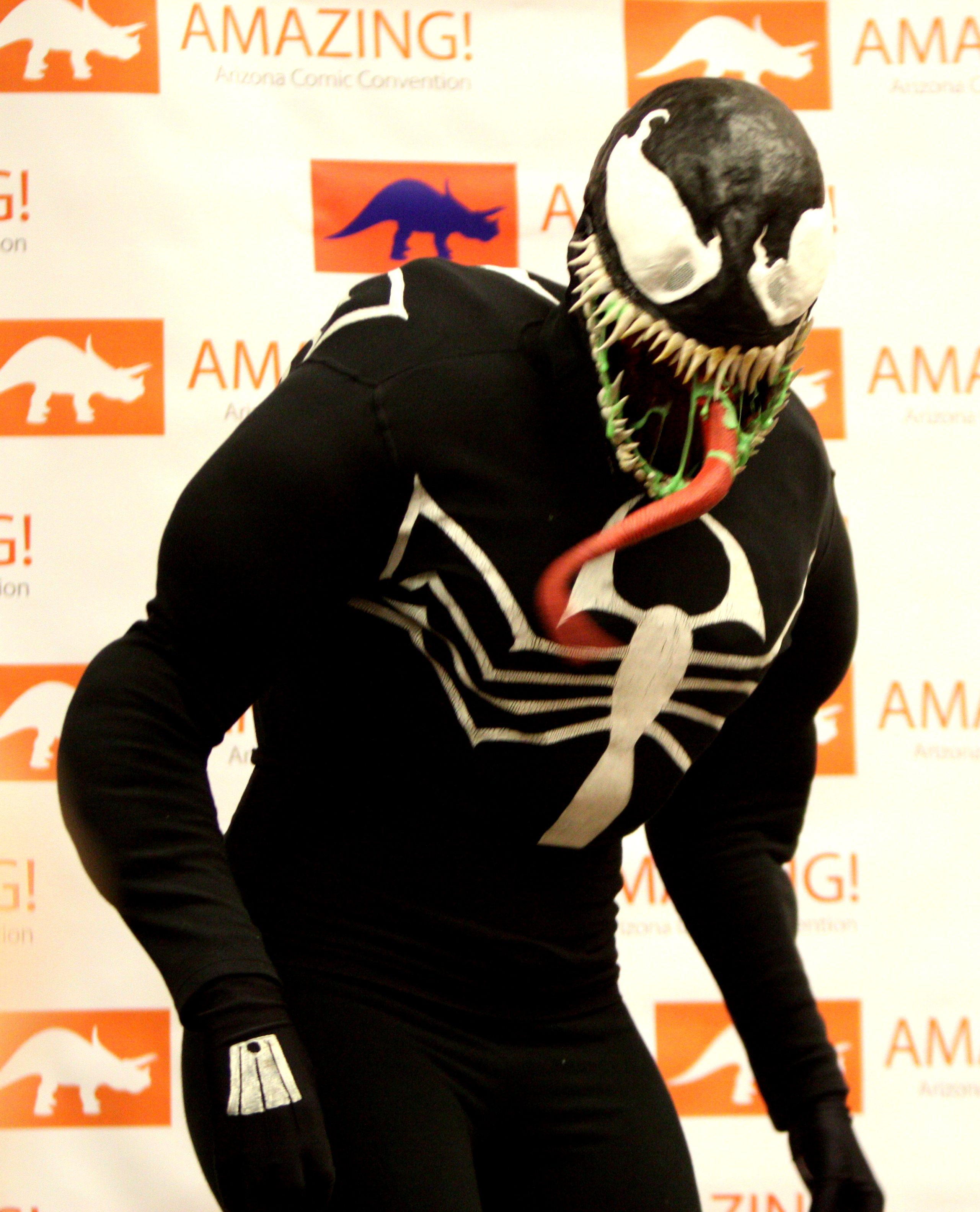
Cosplay du symbiote Venom.

Le symbiote #998 divergeât de ce mode de vie, préférant entretenir une relation de symbiose/cohabitation avec son hôte. Ce « déroutement de personnalité » fut considéré comme hérétique par les symbiotes extraterrestres et le symbiote #998 fut condamné à être envoyé sur la planète du Beyonder (le Battleworld) pour y être désintégré.
Cependant, ce symbiote échappa à la mort en se plaçant sur Spider-Man, entré par erreur dans sa cellule. Spider-Man le porta un temps mais, comprenant ensuite qu'il représentait un danger pour lui, le rejeta. Depuis, la créature s'est unie à plusieurs hôtes de suite, formant le personnage connu comme Venom, nom désormais employé pour le désigner. Venom, haïssant Spider-man pour l'avoir rejeté, reste avec Eddie, car partageant la même haine commune envers l'Homme-araignée.

### Carnage
Le #999, Carnage, est le « fils » de Venom, fruit de la fusion d'un rejeton du symbiote Venom  avec le tueur en série Cletus Kassady. Le résultat du mélange de l'agressivité du symbiote et de la personnalité déjà meurtrière de Kassady a donné un duo psychopathe qui ne songeait qu'à tuer.

### Toxin
Le #1000, Toxin, est pour sa part la progéniture directe de Carnage (non-désirée pour autant). Après « l'accouchement », Carnage avait décidé de le tuer mais, trop fatigué par les événements, il s'enfuit et laissa le symbiote au premier venu, pensant accomplir cette basse besogne plus tard. L'hôte de Toxin fut un policier, Patrick Mulligan. Venom voulut élever son « petit-fils » pour faire de lui « l'idéal familial » contrairement à Carnage, qui lui n'avait qu'une seule idée en tête : détruire Toxin. Mais Patrick Mulligan était un homme de bien et cela déteignit sur le symbiote ; Toxin se rangea du côté de Spider-Man.

### Scream, Phage, Lasher, Riot et Agony
Pendant la série Venom: Lethal Protector (1993), il y eut cinq symbiotes extraits de Venom par la Life Foundation. Chacun ayant reçu comme hôte un mercenaire ayant travaillé pour la Life Foundation qui se préparait pour la guerre froide et a cherché à offrir une vie confortable souterraine pour leurs clients fortunés, après l'holocauste nucléaire imminent. La Fondation a alors expérimenté la vie avec le symbiote Venom dans l'espoir de développer le maintien de la paix surhumaine.
- Scream : Donna Diego
- Phage : Carl Mach
- Lasher : Ramon Hernandez (À la différence des autres symbiotes, il n'a pas de bouche garnie de crocs)
- Riot : Trevor Cole
- Agony : Leslie Gesneria

Après avoir affronté Spider-Man qui s'est avéré plus expérimenté, les symbiotes ont été vieillis artificiellement à la poussière et furent présumés détruits dans une explosion qui détruit également le siège principal de la Life Foundation.
Ces derniers s'avèrent avoir survécu et réapparaissent dans la mini-série Venom: Separation Anxiety où les hôtes souffrent d'un manque de contrôle sur leurs symbiotes. Ils kidnappent alors Eddie Brock (séparé de Venom) pour lui demander comment contrôler leur symbiotes. Mais ce dernier refuse et se montre violent envers eux. Finalement, les hôtes de Phage, Riot, Lasher et Agony sont assassinés par Scream qui a utilisé un couteau sonore.
On retrouve les cinq symbiotes dans le jeu vidéo Spider-Man and Venom: Separation Anxiety en 1995.

### Hybrid
Après que Scream ait tué les hôtes de ses quatre "frères et sœurs", ces derniers ne devinrent qu'un seul symbiote, nommé Hybrid. Ce symbiote, n'étant qu'un regroupement de plusieurs symbiotes, ne possède de fait pas de personnalité propre. Les symbiotes furent séparés par la suite, puis donnés (sauf Scream) à d'autres hôtes, des soldats d'élite dont le nom de groupe est Mercury.
Cette série s’est déroulée avant l'introduction de Toxin, il est donc difficile de savoir s'il est vraiment le 1000e symbiote, malgré les affirmations de la série Venom vs Carnage (cela signifierait que Venom n'a pas « donné naissance » aux autres, mais que ce sont des « symbiotes-éprouvettes », ce qui s'est révélé être le cas et sont donc illégitimes).

### Knull
Dans la série Venom (2018), Knull, aussi appelé le Seigneur des Abysses ou le Dieu des Symbiotes (ce qui veut dire qu'il n'est pas lui-même un symbiote), est une entité cosmique ayant créé les symbiotes.
Après un bref combat avec Eddie Brock, il explique à ce dernier l'origine des symbiotes : bien avant que l'univers Marvel n'existe, Knull flottait quelque part dans le vide spatial dans un sommeil infini, jusqu'à l'arrivée des Célestes qui décidèrent de créer l'univers. Ceci mit Knull en colère et un génocide contre les dieux Célestes s'ensuivit.
C'est lors de ces nombreux combats que le premier symbiote vit le jour : « All-Black the Necrosword », une épée vivante créée à partir de l'ombre de Knull. Après les événements qui le menèrent à l'exil sur une planète désertique, et ayant perdu All-Black durant sa chute, Knull utilisa ses pouvoirs sur différentes formes de vie pour former une armée de symbiotes et conquérir des planètes, dévorant ainsi des civilisations entières.
C'est lors de sa tentative de soumettre la Terre que tout bascula, alors qu'il avait envoyé Grendel (un symbiote à l'apparence d'un dragon) pour dévorer la population. Thor vainquit le dragon-symbiote, provoquant une rupture de la connexion de Knull avec les symbiotes et piégeant sa conscience dans le corps de la bête. Les symbiotes, qui se lièrent à des gens bienveillants et nobles (car libérés de l'influence du dieu Symbiote), se rebellèrent et emprisonnèrent son corps au cœur d'une planète artificielle, qu'ils baptisèrent Klyntar — signifiant « Cage ».

## Personnages portant ou ayant porté un symbiote
Depuis la première apparition des symbiotes avec Venom, plusieurs super-héros ou super-vilains, si ce n'est tous les personnages de Marvel au total, on finit avec le temps par posséder un symbiote, volontairement ou non, au moins une fois. La liste non-exhaustive qui suit comprend :
- Peter Parker, alias Spider-Man (premier porteur connu du symbiote #998 et premier porteur d'un symbiote de l’histoire de marvel)
- Eddie Brock (deuxième porteur connu du symbiote #998, avec qui il forma le premier Venom. Devenu par la suite Anti-Venom, puis Toxin puis de nouveau Venom)
- Angelo Fortunato (devenu la seconde incarnation de Venom après l'avoir acquis aux enchères)
- Mac Gargan, alias le Scorpion (troisième incarnation de Venom ; il le perd à la fin de la saga Dark Reign)
- Cletus Kassady (premier porteur du symbiote #999, avec qui il forme Carnage)
- Ben Reilly (a temporairement porté le symbiote #999, avec qui il formait Spider-Carnage ; Ben Reilly se révélant être le vrai Peter Parker un peu plus tard)
- Le Surfer d'argent (a temporairement porté le symbiote #999, avec qui il formait « Cosmic-Carnage »)
- Patrick Mulligan (premier et actuel porteur du symbiote #1000, avec qui il forme Toxin)
- Flash Thompson alias Agent-Venom (d'abord porteur du symbiote #998 et actuellement porteur du Symbiote Anti-Venom, travaille pour le gouvernement)
- Norman Osborn (actuellement le porteur du symbiote #999, avec qui il forme Red Goblin)
- Carol Danvers, alias Captain Marvel (a porté le symbiote #998 durant quelque seconde lors de l'arc Siège)
- Thunderbolt Ross, alias Hulk Rouge (a porté le symbiote #998 dans l'arc Le cercle des quatre, avec en plus l'esprit de la vengeance de Ghost Riders)
- Groot, Rocket Racoon et Drax le Destructeur (ont porté le symbiote #998 brièvement lors d'un arc où Agent-Venom se rendit sur la planète des symbiotes)
- Gwen Stacy, alias Spider-Gwen (durant un temps dans sa propre série sur la Terre-65, avec un symbiote semblable à Venom, ce qui lui vaut le nom de Gwenom par la suite)
- Le Punisher (a porté le symbiote #998 durant un What If ?)
- Logan, alias Wolverine (a porté le symbiote #998 plusieurs fois, comme dans la mini-série Edge of the Venom-verse)
- X-23 (a porté durant un temps à ses débuts le symbiote #998)
- Wade Wilson, alias Deapool (a porté le symbiote #998 lors de l’événement méta Deapool Secret-Secret Wars qui s'inclut dans l'histoire Secret Wars, et ce avant même Spider-man, puis de nouveau dans le comics Back in Black).
- Anne Weying (ex-fiancé de d'Eddie Brock, qui porta le symbiote #998 lors d'une aventure, prenant le nom de « She-Venom »)
- Dr Octopus (porta une partie du symbiote #998 en tant que « Superior Spider-man », lorsqu'il est dans le corps de Peter Parker après que les deux aient échangé leurs esprits)
- Un tyrannosaure (vu durant les comics Old Man Logan).

## L'Anti-Venom

### Origines
Après avoir été séparé du symbiote Venom, certaines cellules de ce dernier demeurèrent dans le corps d’Eddie Brock et furent chargées d’énergie mystique par M. Negative. Ces cellules fusionnèrent avec les leucocytes d’Eddie, formant un nouveau symbiote d’une couleur blanchâtre, Anti-Venom.

### Pouvoirs et capacités
En tant que tel, Eddie Brock possède toutes les capacités qui étaient les siennes comme Venom ; il a de plus acquis un toucher corrosif qui est capable de briser le lien entre un autre symbiote et son hôte.
Il a aussi la faculté surnaturelle de « purifier » un corps humain des influences étrangères ou des mutations, comme les cellules de symbiote de Mac Gargan ou le sang radioactif de Spider-Man. De plus, il ne possède plus les principales faiblesses des symbiotes comme les chaleurs extrêmes et les ondes sonores.
Il possède aussi le pouvoir de diminuer la force de Spider-Man si celui-ci s’approche trop de l’Anti-Venom.

## Apparitions dans d'autres médias

### Cinéma
C'est surtout le personnage de Venom qui apparaît, et c'est essentiellement à travers lui que les autres symbiotes sont présentés.
- Dans Spider-Man 3 (2007), le symbiote Venom s'échoue sur Terre à bord d'une météorite.
- Dans Venom (2018), plusieurs symbiotes sont présentés. Ils ont été récupérés sur un astéroïde par la Fondation Life, qui espère tirer profit des possibilités offertes par la symbiose entre cette espèce et l'espèce humaine. Venom et Riot sont les deux principaux symbiotes au centre du récit. Dans la suite, Venom: Let There Be Carnage (2021), Carnage naît après que Cletus Kasady mordit Eddie Brock, hôte de Venom. Plusieurs autres symbiotes, ainsi que leur créateur Knull, apparaissent dans le dernier film de la saga Venom: The Last Dance (2024).
- Dans Thor: Love and Thunder (2022), bien que la Necrosword apparaisse et que son premier propriétaire soit un alien entièrement noir, il n'est jamais fait mention des symbiotes ou de Knull.

### Jeux vidéo
- Dans Spider-Man vs. The Kingpin (1991), le symbiote apparaît et Venom y fait sa première apparition.
- Dans Maximum Carnage (1994), il est possible de jouer avec les personnages de Venom et Spider-Man.
- Dans Spider-Man (2000), le Docteur Octopus et Carnage créent une armée de symbiote pour envahir la ville. Le joueur y est donc souvent confronté, même s'ils apparaissent souvent sans hôte et donc relativement faibles. Venom tient aussi une part importante dans le récit.
- Dans Ultimate Spider-Man (2005), l'intrigue débute sur la découverte d'une collaboration passée entre le père de Peter Parker et celui d'Eddie Brock, qui s'avère être le costume du symbiote. Venom est jouable lors de certaines phases de l'histoire, puis entièrement jouable une fois la fin du jeu débloquée. Carnage est aussi présent.
- Dans Spider-Man 3 (2007), adapté du film, un autre symbiote apparaît en plus de Venom. Celui-ci est à l'origine des pouvoirs de Shriek.
- Dans Spider-Man : Le Règne des ombres (2008), les symbiotes constituent les antagonistes.
- Carnage apparaît dans le jeu The Amazing Spider-Man 2 (2014).
- Dans Fortnite (Chapitre 2 saison 8), Carnage est un personnage jouable en récompense du battlepass.
- Dans Marvel's Spider-Man (2018), le symbiote fait un caméo avant d'être pleinement au centre de l'intrigue de Marvel's Spider-Man 2 (2023) via le personnage de Venom.